# チャムドの戦い
チャムドの戦い（中国語: 昌都之战）は、中華人民共和国が、チベットとの交渉の失敗後、事実上チベット地域で独立していたチベットに対して行った戦役。目的はチャムドにいたチベット軍を攻略し、ガンデンポタンの士気を下げ、チベットに対する中国の主権を認めさせるために北京に交渉人を送るように強力な圧力をかけることであった。戦闘の結果中国はチャムドを攻略し、その後の両者の代表者による交渉で最終的に中華人民共和国によるチベットの編入が行われた。

## 衝突以前
1950年3月7日、チベット政府代表団が新しく成立した中華人民共和国と対話を行い、中国側がチベットの特に「領域保全」を尊重し、安全を保障するためにカリンポンを訪れた。対話の開始はチベット、インド、英国、中国の代表団の間で開催場所についての議論によって遅れた。チベットはシンガポールか香港での開催を支持しており、英国はインドでの開催を支持、インドと中国は北京を支持しており、また、インドと英国は対話を好まなかった。チベット代表団は最終的に1950年9月16日にデリーで中国側大使の袁仲賢と会った。袁は「チベットが中国の一部とみなす」「中国がチベットの国防を担当する」「中国がチベットの貿易と外交を担当する」三点の提案を伝え、受け入れれば平和的な「解放」になり、さもなくば戦争であるとした。チベットは法王とパトロンとしての中藏関係維持を考えており、9月19日に代表長のツェポン(蔵相)ワンチュク・デデン・シャカッパは協力を推進し、実施に幾つかの条件をつけた。特に中国軍のチベット駐留は、当時チベットには周辺国家に脅威がなく、もしインドやネパールから攻撃されれば中国に軍事的支援を求めることができたため必要ないとされており、これは大きな議論となった。
ラサで議論が行われている間、10月7日に中国兵は東チベットへと侵攻し、5地点から「事実上」の国境を超えた。目的はチベット侵攻自体ではなく、チベット軍をチャムドで包囲殲滅し、ラサ政府の思惑をくじき、その圧力下で北京に交渉者を送らせて平和的にチベット編入を行う条約に署名させることであった。10月21日、ラサは共産党政府との協議のために北京に駐在していた代表団に直ちに去るように指示し、ダライ・ラマの身柄が保障されるのであれば、他の2項を除く最初の要求には合意するとした。
後にマハーカーラ神の前で占い、これらの3点は受け入れられず、チベットは外国の手に落ちるだろうと告げられたため最初の要求への合意も取り消された。

## 経過
人民解放軍の侵入以前、カム人とチベット政府の間の関係は酷く悪かった。このためにカム人はかろうじて反対するか、あるいはチャムドでの共産党の行動に加わった。人民解放軍はカム人から抵抗をあまり受けずにカムを占領した。カム人とチベット政府の関係はきわめて乏しいものであった。パンダツァン・ラプガはンガプー・ンガワン・ジクメに、いくらかのカム人の戦士をチベット政府がカムの独立を認めることと引き換えに抵抗に参加させることを提案したが、ンガプーはこれは拒否した。
チャムドでの戦闘中、ラプガとトプゲーは中国と共に交渉に従事した。カム人の多くは人民解放軍に参加するか戦わないかのどちらかであり、人民解放軍の進行はスムーズに成功した。
交渉失敗から1ヵ月後、チベットは安全保障で外国からの支援と援助を引き出そうと試み、人民解放軍とチベット軍の双方が増強された。人民解放軍はディチュ河を10月の6〜7日に超えた。
数で圧倒する人民解放軍2個部隊は10月19日にチベット軍を国境から近いチャムド周辺ですばやく包囲し、114名の人民解放軍兵士と180人のチベット兵が死傷した。トマス・レアードによると5,000人のチベット兵が殺害されたとされる。活発な戦闘はサルウィン川の北東部と96度線以東のチベット政府が管理する国境近辺に限られていた。チャムド占領後、人民解放軍は交戦を停止し、捕虜としたンガプー・ンガワン・ジクメをラサに送り交渉条件を改めて提示し、チベットが北京に代表者を送るのを待った。

## その後
人民解放軍はンガプー・ンガワン・ジクメを解放してラサに送り、人民解放軍の代理としてダライラマと交渉させた。中国はチベットが「平和的に解放された」場合、チベットの上層部は地位と権力を保てるとの約束を伝えた。チベット政府は交渉を行うために北京に代表を送った。
人民解放軍に加わった一部のカム人は4年後にカム反乱を起こす。地元の武将たちは後に共通目的の下で団結し、CIAの援助を受けてチュシ・ガンドゥクを結成した。
共産党政府はこの戦いを「英国主義、奴隷主義の分離主義者」で「前にダライラマの師であったレティン・リンポチェ、ジャムペル・イェーシェー・ギャルツェンの死に責任がある」タクタ・リンポチェ、ガワン・スンラプ・ストブに対抗するものと定義している。